# Lucy Griffiths (Schauspielerin, 1986)
Lucy Ursula Griffiths (* 10. Oktober 1986 in Brighton, England, Vereinigtes Königreich) ist eine britische Schauspielerin. Ihre bekanntesten Rollen sind die der Lady Marian in der Serie Robin Hood und die der Nora Gainesborough in der Serie True Blood.

## Karriere
Griffiths’ genoss ihre schulische Ausbildung an der Roedean School, der Windlesham House School, der Dorothy Stringer High School und dem Varndean College. Des Weiteren war sie Mitglied des National Youth Music Theatre. Ihre erste wichtige Rolle hatte sie als Lady Marian in der Serie Robin Hood, welche sie jedoch durch Tod ihres Charakters, mit dem Ende der zweiten Staffel verließ.
Eine weitere Hauptrolle hatte sie in der ITV-Drama-Serie Collision, bevor sie im Jahr 2011 einen Talentvertrag mit dem US-amerikanischen Fernsehsender CBS abschloss. Ein beim Tochtersender The CW geplantes Zombie-Drama mit dem Titel Awakening, in welchem sie die Hauptrolle innehatte, kam jedoch nicht über die Produktion einer Pilotfolge hinaus, woraufhin sie für die Rolle der Nora Gainesborough in der Serie True Blood gecastet wurde.
Im Jahr 2014 wurde sie für eine Hauptrolle in der Fernsehserie Constantine verpflichtet, füllte diese aufgrund kreativer Überarbeitungen allerdings abermals nur in der Pilotfolge aus. 2015 wurde sie für eine Rolle im Hauptcast der AMC-Fernsehserie Preacher besetzt, die im Mai 2016 Premiere hatte.

## Filmografie
- 2006: Sea of Souls (Fernsehserie, eine Folge)
- 2006: Sugar Rush (Fernsehserie, eine Folge)
- 2006–2009: Robin Hood (Fernsehserie, 27 Folgen)
- 2009: Du bist tot (U Be Dead, Fernsehfilm)
- 2009: Collision (Miniserie, 5 Folgen)
- 2010: Lewis – Der Oxford Krimi (Lewis, Fernsehserie, eine Folge)
- 2010: The Little House (Fernsehserie, 2 Folgen)
- 2011: Billboard
- 2011: Awakening (Fernsehfilm)
- 2012–2013: True Blood (Fernsehserie, 18 Folgen)
- 2013: Numbers Station (The Numbers Station)
- 2014: Winter’s Tale
- 2014: Don’t Look Back
- 2014: Last Summer
- 2014: Constantine (Fernsehserie, eine Folge)
- 2014: Home for Christmas
- 2015: Uncanny
- 2016: Preacher (Fernsehserie, 10 Folgen)
- 2021: Shadow and Bone – Legenden der Grisha (Fernsehserie, eine Folge)
- 2021: Vienna Blood (Fernsehreihe, drei Episoden)
- 2022: Death in Paradise (Fernsehserie, 1 Folge)

## Ludografie
- 2009: Colin McRae: DiRT 2
- 2011: DiRT 3
- 2024: The Casting of Frank Stone